# Andrew Murray (predikant)

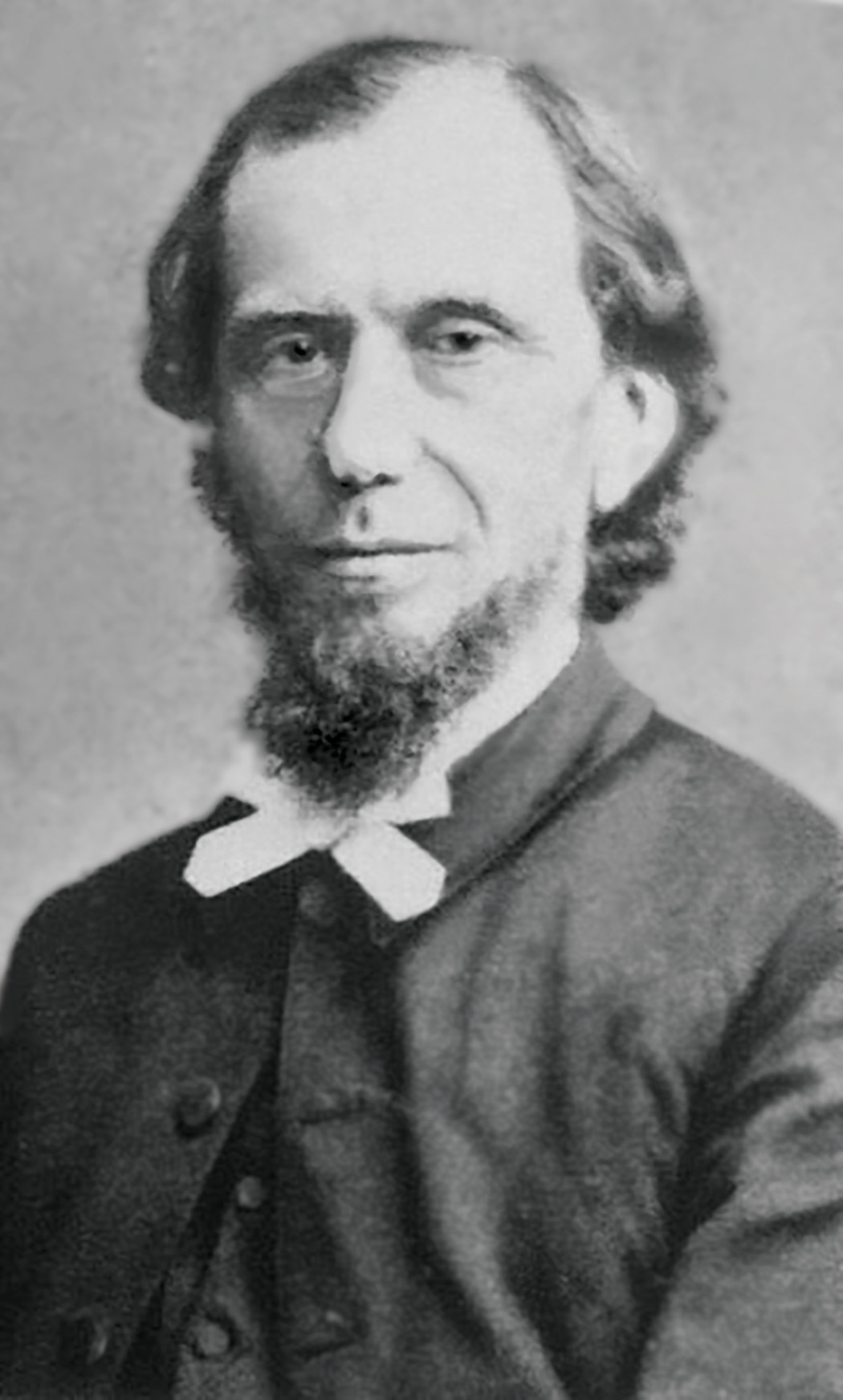

Andrew Murray (Graaff-Reinet, 9 mei 1828 - Wellington, 18 januari 1917) was een Zuid-Afrikaanse predikant.
Hij werd in Zuid-Afrika geboren in een gezin van een Schotse zendeling. Zijn theologische opleiding kreeg hij in Schotland en Nederland. In Utrecht had hij een geestelijke ervaring die hij altijd als zijn wedergeboorte heeft beschouwd. Op twintigjarige leeftijd keerde Murray terug naar Zuid-Afrika waar hij aangesteld werd als predikant in de Nederduits Gereformeerde kerk. Na een aangrijpende ervaring waarbij hij naar eigen aangeven op Goddelijke wijze genezen werd van een ernstige keelziekte en vervuld werd met de Heilige Geest, begonnen er tal van boeken uit zijn pen te vloeien.